# توس چینی
توس چینی (نام علمی: Betula chinensis) نام یک گونه از سرده توس است.